# یواس‌اس ال‌اس‌تی-۳۵۶
یواس‌اس ال‌اس‌تی-۳۵۶ (به انگلیسی: USS LST-356) یک کشتی بود که طول آن ۳۲۸ فوت (۱۰۰ متر) بود. این کشتی در سال ۱۹۴۲ ساخته شد.